# Bérault Stuart d'Aubigny
|  | Per a altres significats, vegeu «Aubigny». |

Bérault Stuart , III senyor d'Aubigny (c. 1452 - Corstorphine, Escòcia, 1508), va ser un noble francès d'ascendència escocesa, diplomàtic i militar destacat en les guerres italianes.

## Família
Va ser fill de John Stuart, II senyor d'Aubigny, i de Beatrix d'Apchier. Casat en primeres núpcies amb Guillemette de Boucard, i en segones amb Anne de Maumont, comtessa de Beaumont-le-Roger, amb qui va tenir una filla:
- Anne Stuart d'Aubigny.

## Servei a Itàlia
El 1499 va comandar l'exèrcit de Lluís XII de França que en aliança amb la República de Venècia i amb Cèsar Borja va envair el ducat de Milà durant la Guerra d'Itàlia de 1499–1501. En 1501, en compliment del tractat de Granada pel qual Lluís XII i Ferran el Catòlic es van repartir el Regne de Nàpols, va avançar per territori napolità enderrocant a Frederic III de Nàpols durant la guerra de Nàpols (1501-1504).
Les tropes franceses de d'Aubigny, 1.000 soldats de cavalleria, 3.500 francesos i llombards d'infanteria i 3.000 mercenaris suïssos, amb el suport de les de Cèsar Borja i de la flota genovesa de Phillip de Ravenstein van anar prenent Marino, Cavi, Montefortino i van posar sota setge a Càpua, defensada per Fabrizio Colonna, Hug de Cardona i Rinuccio da Marciano, la ciutat va ser presa mitjançant traïció al cap de pocs dies, els seus generals capturats i els seus habitants massacrats; 7.000 persones van morir en l'assalt (Colonna i Cardona serien rescatats, Marcià va morir). Gaeta i Aversa es van rendir, com Nàpols, defensada per Prospero Colonna. L'octubre de 1501 Frederic, assetjat a Castel Nuovo, va lliurar finalment totes les seves possessions al regne de França, retirant-se a Ischia; posteriorment seria conduït a França, d'on se li va prohibir sortir, rebent en compensació per la pèrdua del regne una pensió de 30.000 lliures i el comtat de Maine.
El 1502, sota les ordres del virrei francès de Nàpols Lluís d'Armagnac, es va enfrontar contra les forces de Gonzalo Fernández de Córdoba, a les que va fer retrocedir cap al sud. L'arribada de reforços espanyols a la península itàlica va canviar el rumb de la guerra, i en la Batalla de Seminara de 1503 d'Aubigny va ser derrotat per les tropes espanyoles sota el comandament de Fernando de Andrade; un mes després va ser assetjat a Angitola i fet presoner i conduït al Castel Nuovo de Nàpols. Al començament de l'any següent, quan les tropes franceses es van retirar de Nàpols, va ser alliberat segons les condicions establertes en la capitulació de Gaeta.
Va ser autor d'un llibre titulat  Traité sur l'art de la guerre  (Tractat sobre l'art de la guerra).